# Emanuele Luzzati
Emanuele Luzzati (n. 3 iunie 1921 la Genova - d. 26 ianuarie 2007 la Genova) a fost un pictor, designer, ilustrator și regizor de film italian, evreu de origine.

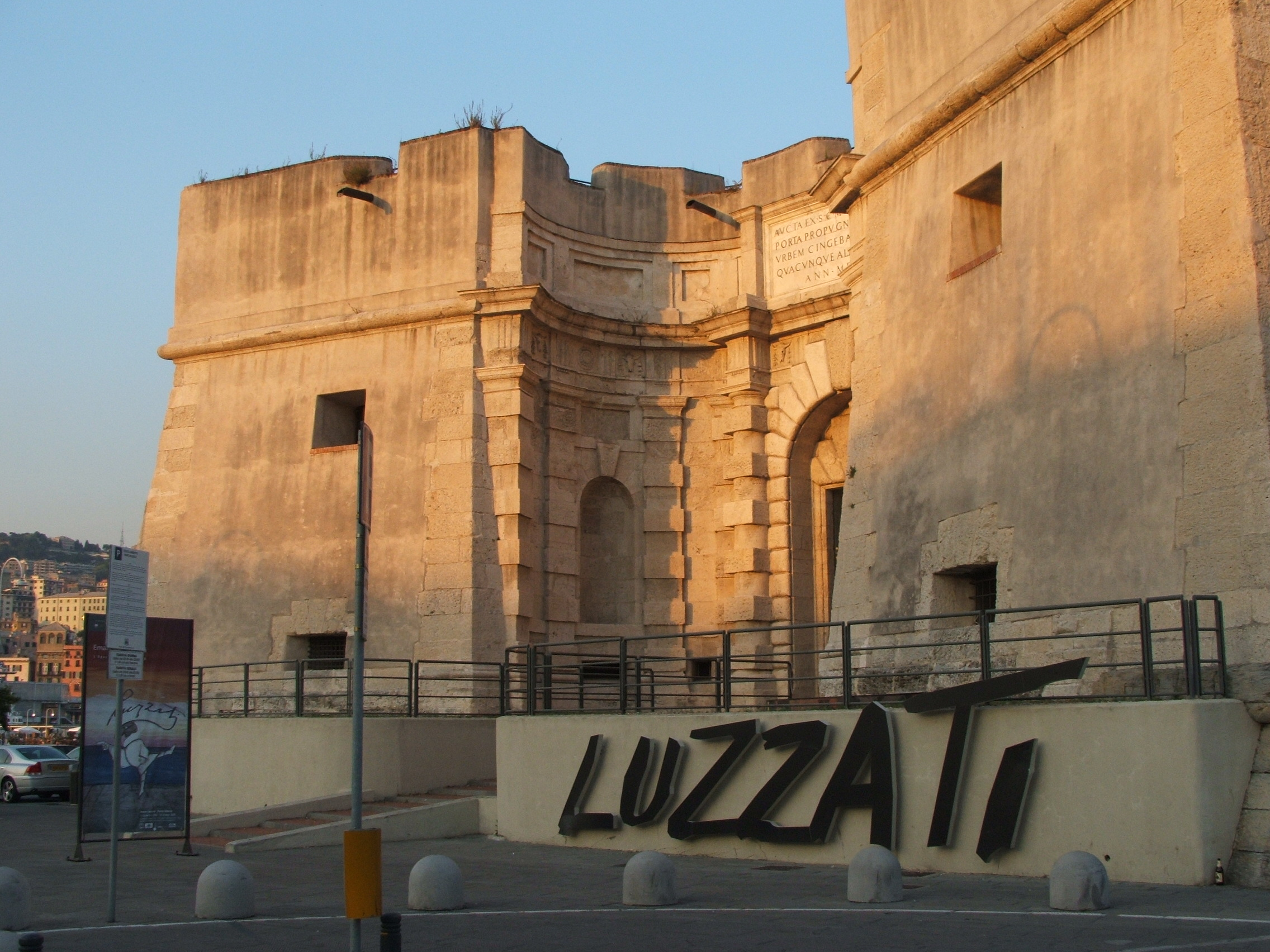
Genova, Porta Siberia - Museo Luzzati